# Adrar (regio)
Adrar (Arabisch: ولاية آدرار) is een van de twaalf regio's van Mauritanië en ligt centraal in het land. Met goed 215.000 vierkante kilometer oppervlakte is Adrar de op een na grootste regio van het land. Met 71.500 inwoners heeft de regio het op twee na laagste bevolkingsaantal. De hoofdstad van de regio is Atar.

## Grenzen
De regio Adrar heeft twee internationale grenzen:
- De provincie Boujdour van de Westelijke Sahara in het noordwesten.
- De regio Timboektoe van Mali in het oosten.

Adrar heeft ook zes binnenlandse grenzen met andere regio's:
- Tiris Zemmour in het noorden
- Hodh Ech Chargui in het zuidoosten.
- Tagant in het zuiden.
- Trarza in het zuidwesten.
- Inchiri in het westen.
- Dakhlet Nouadhibou in het uiterste noordwesten.

## Districten
De regio is onderverdeeld in vier departementen:
- Aoujeft
- Atar
- Chinguetti
- Ouadane

Adrar · Assaba · Brakna · Dakhlet Nouadhibou · Gorgol · Guidimakha · Hodh Ech Chargui · Inchiri · Nouakchott · Tagant · Tiris Zemmour · Trarza · Nouakchott (district)